# A. J. Buckley
Pour les articles homonymes, voir Buckley (homonymie).
Aaron John Buckley né le 9 février 1977, est un acteur canadien, principalement connu pour son rôle d'Adam Ross dans la série Les Experts : Manhattan.

## Biographie
Il est né le 9 février 1977 à Dublin en Irlande, mais est rapidement parti à l’âge de 6 ans pour aller vivre à Vancouver au Canada.
Il vit actuellement à Los Angeles.
Il est en couple depuis 2010 avec Abigail Ochse. Ensemble, ils ont trois enfants : Willow Phoenix (née le 19 janvier 2014) et les jumeaux, Ranger Joseph et Bodhi Robert (nés le 5 mars 2018).

## Filmographie

### Cinéma
- 1998 : Comportements troublants de David Nutter : Charles Roman
- 2001 : Les Vampires du désert de J.S. Cardone : Mike
- 2002 : Wishcraft de Danny Graves et Richard Wenk : Howie
- 2002 : Blue Car de Karen Moncrieff : Pat
- 2002 : Timecop 2 The Berlin Decision de Steve Boyum : Garde
- 2003 : Warnings, les signes de la peur de Christian McIntire : Layne Vossimer
- 2004 : Wild Roomies de Oliver Robins : Reno Rizzolla
- 2004 : Entre les mains de l'ennemi (In Enemy Hands) de Tony Giglio : Officier médical
- 2005 : Manticore de Tripp Reed : Pvt. Sulley
- 2006 : The Last Sin Eater de Michael Landon Jr. : Angor Forbes
- 2007 : Tolérance zéro 2 de Tripp Reed : Harvey
- 2010 : Le Courrier de Noël de John Murlowski : Matt Sanders
- 2010 : Skateland : Teddy

### Télévision
- 1995 : Fais-moi peur ! : Lonnie (saison 5, épisode 7)
- 1999 : New York Police Blues : Roger Lundquist (saison 7, épisode 16)
- 2001 : Murphy's Dozen : Sean Murphy (saison 1, épisode 1)
- 2001 : Jack and Jill : Mitch (saison 2, épisodes 12 et 13)
- 2002 : Haunted : Brian Hewitt (saison 1, épisode 2)
- 2002 : FBI : Portés disparus : Richie Dobson (saison 1, épisode 12)
- 2003 : Washington Police : Louis Gaines (saison 4, épisode 4)
- 2004 : Le Messager des ténèbres : Le Diable / Bill Diggs (saison 1, épisode 9)
- 2004 : Les Experts : Ted Martin (saison 5, épisode 4)
- 2005 - 2013 : Les Experts : Manhattan : Adam Ross
- 2006 - 2009 : Supernatural : Ed Zeddmore (saisons 1, 3, 4, épisodes 17, 13, 17)
- 2007 : Bones : Dan (saison 2, épisode 20)
- 2007 : Entourage : Dave (saison 4, épisode 10)
- 2011: Le Jugement dernier de Jason Bourque : Eric Fox
- 2012 : Flashpoint : Harold Beamer
- 2014 : Justified : Danny Crowe
- 2014 : Supernatural : Ed Zeddmore (saison 9, épisode 15)
- 2015 : Hawaii 5-0 : Julius Brennan (saison 5, épisode 15)
- 2015 : Mentalist : Ace Brunell (saison 7, épisode 10)
- 2017 - : Pure (TV series) (en) : Détective Novak Bronco
- 2017 - 2024 : SEAL Team : Sonny Quinn